# 칠레 요리

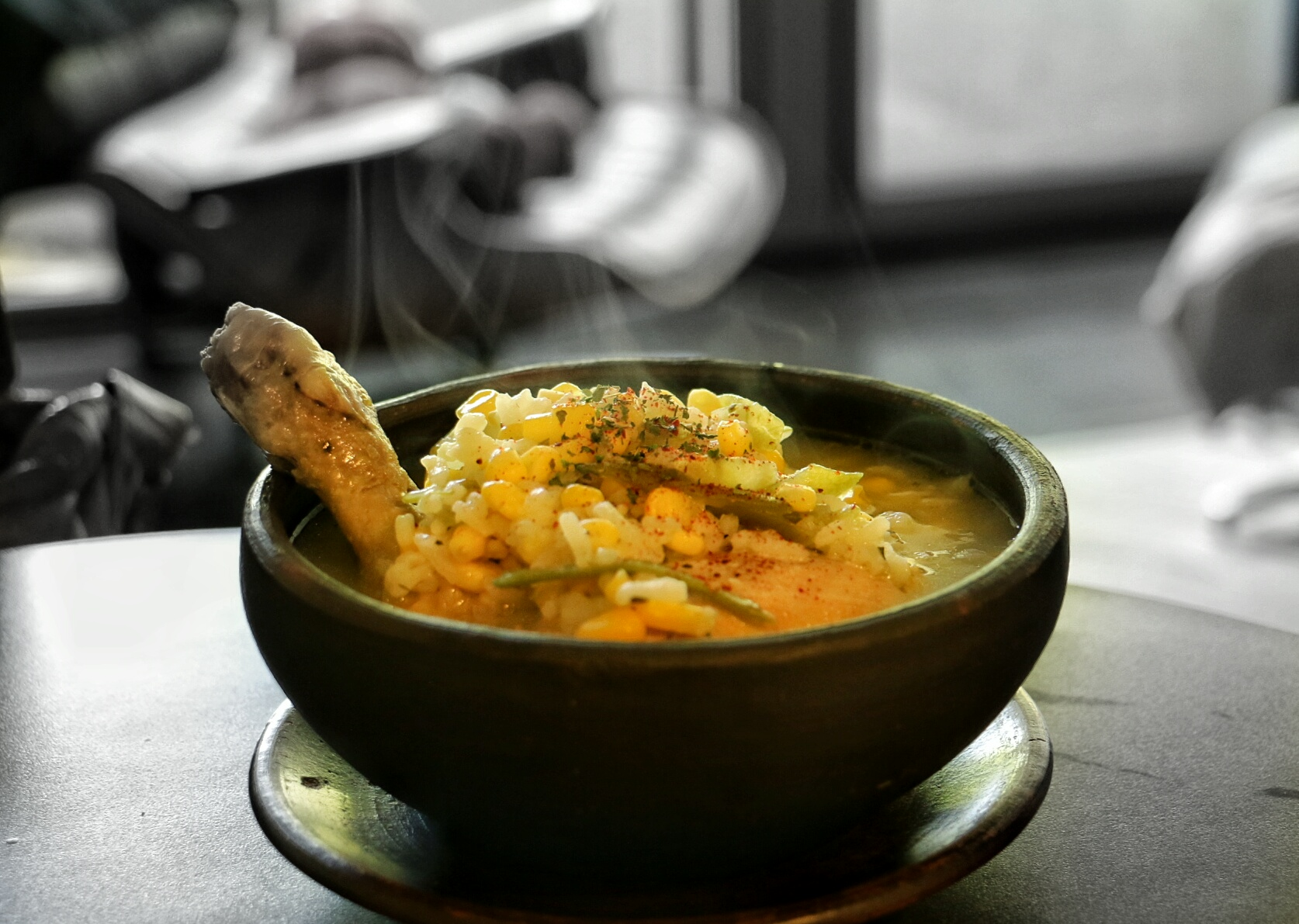
카수엘라 데 아베

칠레 요리(Chile 料理, 스페인어: cocina chilena 코시나 칠레나[*])는 남아메리카에 있는 칠레의 요리이다. 16세기 스페인계 정복자들이 정착한 이후로 생겨난 전통 요리와 유럽식 요리의 결합체를 칭한다. 물론 유럽의 영향이란 스페인의 영향이 절대적으로 우위에 있었지만 다양한 민족이 이민오게 되면서 다양한 요리법과 조리방식이 생겨났고 이탈리아와 독일식 요리방식이 대중에게 인기를 얻게 된다. 20세기에는 프랑스 요리가 요식업 계에 많은 영향을 주면서 칠레식 고급 음식문화가 생겨나게 된다. 16세기에 전해진 스페인 포도와 포도주를 바탕으로 19세기 독립 후 프랑스 포도 품종을 들여왔고, 20세기 후반부터 현대적인 포도주 양조와 산업을 발전시켰다. 

## 다양성
칠레 자국의 지역적 특성 탓에 각 지역마다 각국의 특성을 반영하고 있으며 전문가들은 크게 세 구역을 나눠 특징을 나눠놓고 있다. 지역적 특성에는 원주민들의 영향이 크며 유럽의 영향이 컸다고는 하나 해산물, 육류할 것 없이 바탕에는 원주민의 요리 방식이 없다고 할 수 없다. 다만 후식이나 음료에서만큼은 외국의 영향이 절대적으로 큰 편이다.

## 농산물 경작
국가 전체적으로 과일과 채소의 재배가 흔하다. 농산물 수입은 물론이고 수출이 많은 나라기도 한 칠레는 다양한 종류의 농산물 요리법도 그만큼 다채롭다.
- 올리브:
- 체리모야: 안데스산맥의 고유종인 치리모야는 칠레 사람들이 즐기는 과일이며 아열대 기후 지방에서 잘 자란다.
- 옥수수: 칠레에서는 옥수수를 초클로라고 따로 부르기도 하지만 마야, 아즈텍, 잉카 세 고대 문명 이후 가장 중요한 식재료로 인식되어 온 것만은 변함없는 사실이다.
- 루쿠마: 루쿠마는 페루가 원산지인 안데스 특산 아열대 과일이다. 수세기 동안 먹을거리로서 사랑받아 온 루쿠마는 에콰도르와 칠레 북부 해안지역에서 잘 자란다. 특별히 카로틴과 비타민 B3가 풍부한 것이로 유명하며 전 세계적으로 수출되기도 하지만 동양에서는 그렇게 유명한 과일이 아니다. 푸딩처럼 만들어 먹기도 한다.

## 해산물

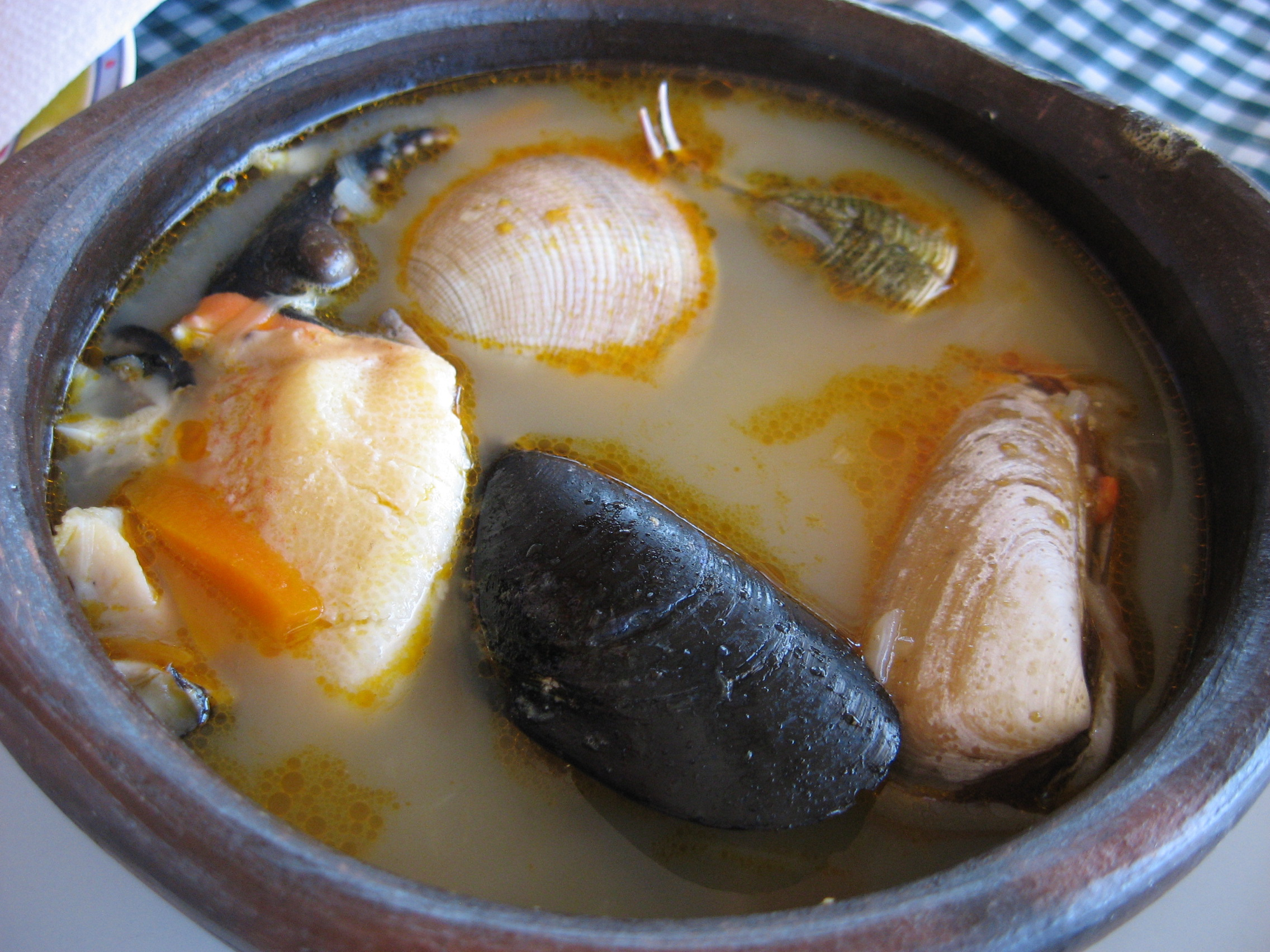
빠일라 마리나

칠레 요리의 가장 중요한 재료는 해산물이다. 지리적 특성 상 엄청나게 긴 해안선을 바탕으로 칠레 내에는 많은 해산물 요리가 존재한다. 오징어나 서대기, 대구, 연어, 참치 등이 대표적이다. 깔디요 데 꽁그리오라는 대중적인 요리는 장어로 만든 스튜이다.

## 같이 보기
- 남아메리카 요리
- 라틴 아메리카 요리